# 皇室ノ祭祀ニ関スル件
皇室ノ祭祀ニ関スル件（こうしつノさいしニかんスルけん）は、1923年（大正12年）に成立した日本の皇室令。関東大震災その他の日本の情勢を鑑み、当分の間、皇室の祭祀を宮内大臣の定める附式により行うこととしたもの。同年9月21日に公布され、同日に施行し、1924年（大正13年）10月30日に廃止した。

## 沿革

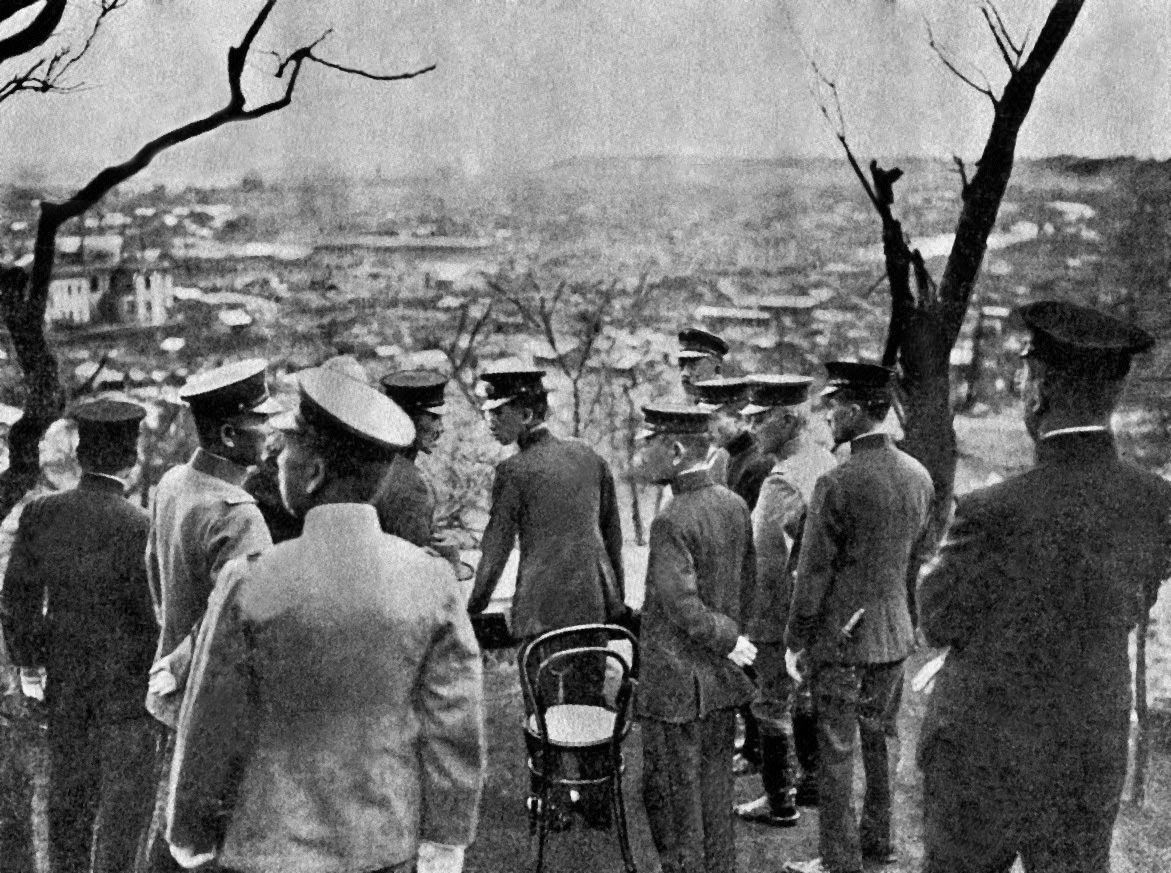
関東大震災の被災状況を視察する摂政宮皇太子裕仁親王（1923年9月15日、画面中央）。大正天皇の摂政として本令を裁可した。

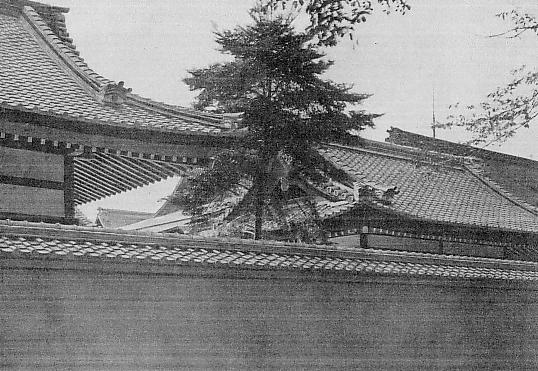
大正期の宮中三殿。皇室祭祀が執り行われる施設。

日本国憲法施行以前の日本において、天皇は、国家の最高の祭主として皇祖皇宗歴代の皇霊及び天神地祇を祀る祭祀大権を有していた。祭祀大権は、主として宮中三殿において天皇又は宮内省式部職掌典部に属する祭官が執行する皇室の祭祀と、主として神宮その他国家神道に属する神社において内務大臣及び地方長官の指揮監督下にある神官及び神職が執行する国家の祭祀に分けられた。前者の皇室の祭祀は、皇室祭祀令（明治41年皇室令第1号）にその詳細の祭式が定められていた。
1923年9月1日、南関東で発生したモーメント・マグニチュード8程度の関東地震等により、南関東一円が災害に見舞われた。関東大震災の影響を鑑みた内閣は、緊急勅令による行政戒厳を適用するとともに、大正天皇及びその摂政である摂政宮皇太子裕仁親王の名で首都の東京を復興するために必要な措置を講じる旨の宣言した。こうした非常事態は東京市の中心にある宮城（現在の皇居一帯）においても例外ではなく、宮城にある宮中三殿において執り行われる皇室の祭祀についても臨機かつ一時的な措置を必要とされた。
1923年9月5日、宮内省参事官の渡部信は、皇室の祭祀について当分の間宮内大臣の定める附式に基づき執り行うこととした本案を立案した。本案は、同年9月19日までに、宮内省参事官の入江貫一、宮内省式部職の中御門経恭式部官、井上勝之助式部長官、宮内省大臣官房の大谷正男庶務課長、宮内省次官の関屋貞三郎、宮内大臣の牧野伸顕の決裁を受け、同年9月21日に摂政の裕仁親王が大正天皇の名において本案を裁可した。皇室令として成立した本令は、同日の官報号外において公布され、同日付で施行した。
1924年10月30日、関東大震災の復興の状況を鑑み、常規に復することが必要と判断した宮内省は、本令等を廃止する大正十二年皇室令第十四号及同年皇室令第十五号廃止ノ件（大正13年皇室令第15号）を制定し、同日付の官報に公布した。本令は、大正十二年皇室令第十四号及同年皇室令第十五号廃止ノ件の施行により、同日に廃止した。
結果として、本令の施行期間において執り行われ、かつ皇室祭祀令の適用を受けた皇室の祭祀は、次のとおりであった。
- 1923年
  - 9月24日: 秋季皇霊祭、秋季神殿祭[17]
  - 10月17日: 神嘗祭[18]
  - 11月23日: 新嘗祭[19]
  - 12月12日: 光格天皇例祭[20]
  - 12月15日: 賢所御神楽[21]
- 1924年
  - 1月1日: 歳旦祭[22]
  - 1月3日: 元始祭[22]
  - 1月30日: 孝明天皇例祭[23]
  - 2月11日: 紀元節祭[24]
  - 2月17日: 祈年祭[25]
  - 2月21日: 仁孝天皇例祭祭[26]
  - 3月21日: 春季皇霊祭、春季神殿祭[27]
  - 4月3日: 神武天皇例祭[28]
  - 4月11日: 昭憲皇太后十年式年祭[29]
  - 5月19日: 後亀山院天皇五百年式年祭[30]
  - 7月24日: 後宇多院天皇六百年式年祭[31]
  - 7月30日: 明治天皇例祭[32]
  - 8月9日: 平城天皇千百年式年祭[33]
  - 8月31日: 天長節祭[34]
  - 9月23日: 秋季皇霊祭、秋季神殿祭[35]
  - 10月1日: 懿徳天皇二千四百年式年祭[36]
  - 10月17日: 神嘗祭[37]

## 解説

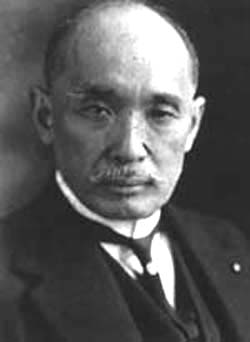
牧野伸顕（1861 - 1949）。本令の署名大臣。

### 制定方式
皇室の祭祀は、天皇大権の一つである祭祀大権に基づいて行われる行為であり、かつ皇室大権に基づく皇室の事務に属するものであることから、国務大権に基づく国務を規定する勅令ではなく、皇室の事務に関し勅定を経る規程であって発表を要する命令、即ち皇室令で定めるべきものである。現に皇室の祭祀は皇室祭祀令においてその一般則が定められており、平時においては同令に則って皇室の祭祀が行われる。一方、皇室祭祀令では他の皇室令に別段の定めがある場合はその定めに従う旨の規定があることから、本令のように皇室祭祀令の趣旨又は目的に沿わない措置を定める場合は、別途皇室令を定めることを想定し、かつ許容される。
また、本令は関東大震災に伴う臨機かつ一時的な措置を設けることを趣旨又は目的としており、本令と同様に趣旨又は目的の皇室令は存在しないことから、新規の皇室令を定める必要がある。
以上のことから、本令は、新規の皇室令として制定されたと考えられる。

### 逐条解説
本令は、本則1文及び附則1文で構成されており、公布の際に上諭及び皇室令番号が付される。以下それぞれについて順次解説する。
本令の上諭には、天皇が本法を裁可した旨及び本令の件名が「皇室ノ祭祀ニ関スル件」である旨が記され、その後に裕仁による大正天皇の実名の執筆、摂政である裕仁の署名、御璽の捺印がなされ、本令の成立年月日である大正12年9月21日の記載及び宮内大臣の牧野の副署がその後に付される。本令の件名は、本令が皇室の祭祀に対する規定を設ける新規の皇室令であることに由来する。一般則と異なる特別の規定を設ける皇室令の件名については、宮内省官制（大正10年皇室令第7号）及び東宮職官制（大正10年皇室令第9号）の特例を定める侍従次長侍従及東宮侍従ノ定員ニ関スル件（大正11年皇室令第21号）や、本令と同様の背景を持ち、かつ宮内官制服令（明治44年5月26日皇室令第4号）の特例を定める宮内職員ノ制服ニ関スル件（大正12年皇室令第15号）のように、必ずしも特例等の字句を用いる必要はなく、特例等の字句を用いない場合は、その規定する内容に「ニ関スル件」を加えたものを件名とする。本令の副署は、宮中の祭事その他の皇室一切の事務を掌る宮内大臣が本令に係る天皇への輔弼の責任を有することを表している。
皇室令番号は、和暦年毎に毎年最初に公布される皇室令を第1号として順次第2号、第3号のように与えられる皇室令固有の識別番号である。本令の皇室令番号には、本法が大正12年に公布され、かつ、当該暦年の通算で14番目の皇室令であることが表されている。
本令は、題名を付さない。これは一時的な問題を処理するために制定されている比較的簡易な法令には題名を付さないのが通例であったためである。
本則は、皇室の祭祀に係る附式の宮内大臣への委任について規定したものである。皇室の祭祀は皇室祭祀令第3条に同令の附式のとおり行うこととされたが、本規定は、当分の間、宮内大臣が定める附式のとおり行うことと規定する。本則中「当分ノ内」（口語では「当分の間」）とは、期限を定めていない期間を指す用語であり、主に一時的な措置であることを表現するときに用いられる。当該字句を本令において用いるのは、本令の立案背景である皇室祭祀に対する関東大震災による影響がいつまで続くのか本令成立の際には明らかでないものの、常規に復することが必要であると認められた際には本令を改正ないし廃止をすることを予定していることを示すためである。「当分ノ内」と規定された場合はたとえ立案事実が実態と大きくかけ離れたとしても自動的には期限は到来せず、当該規定が不要になった場合はその改正が求められる。「宮内大臣」は、皇室一切の事務につき天皇を輔弼することを職務としており、皇室令の施行に関し必要な規程を定めることができる権限を有する。こうした組織法上の権限を持つ宮内大臣への本令による委任は、古礼を則り定められた皇室祭祀令の附式で行うのではなく、関東大震災に伴う時勢の変化に臨機応変に対応する根拠を作用法として担保するためのものである。なお「宮内大臣ノ定ムル所」は、宮内省官制第5条に基づき発せられる宮内省令では定められず、内規、訓令その他の形式により宮内大臣が定められるものであったと考えられる。
附則は、本令を公布の日と同日に施行すること（いわゆる公布日施行）を定めた規定である。当時の政府が公布日施行の瞬間についてどう解釈されていたかは明らかではないが、後年に法令の公布日施行の瞬間についての判例では、本令の掲載された官報が一般希望者において閲覧し、又は購読し得る場所に到達した時点であるとされていることから、遅くとも1923年9月22日の該当時間をもって公布され、同時に施行されたと推測される。皇室令は、その規定を施行するにあたって準備期間や周知期間が必要であるため、特段の規定がない限りは公布の日より起算し満20日を経て施行することとしている。本令は、同年9月24日に執り行われる秋季皇霊祭及び秋季神殿祭を関東大震災直後の情勢に対応させる必要があり、特段の準備期間も必要としないことから、公布日施行としたものと推測される。